# Modèle en spirale

Modèle en spirale (Boehm, 2000). Il y a des simplifications dans cette image.

Le modèle en spirale (spiral model) est un modèle de Cycle de développement logiciel qui reprend les différentes étapes du cycle en V. Par l'implémentation de versions successives, le cycle recommence en proposant un produit de plus en plus complet et dur. Le cycle en spirale met cependant plus l'accent sur la gestion des risques que le cycle en V. 
Le modèle en spirale a été défini par Barry Boehm en 1988 dans son article "A Spiral Model of Software Development and Enhancement". 

## Cycle en spirale
On distingue quatre phases dans le déroulement du cycle en spirale :
1. détermination des objectifs, des alternatives et des contraintes ;
2. analyse des risques, évaluation des alternatives ;
3. développement et vérification de la solution retenue ;
4. revue des résultats et vérification du cycle suivant.

Boehm identifie des visions erronées de son modèle provenant de simplifications excessives. Selon lui, les principales erreurs à éviter seraient les suivantes :
- Considérer la spirale comme une suite d'incrémentation en cascade
- Tous les éléments du projet suivent une seule séquence en spirale
- Tous les éléments du diagramme doivent être faits dans l'ordre indiqué sans possibilité de retour en arrière